# Überseer Bach
Der Überseer Bach, im Oberlauf im Quellgebiet als Tennbodenbach, im weiteren Verlauf als Thorbach, Hindlinger Bach und Moosbach, schließlich ab Hinterbichl als Überseer Bach bezeichnet, ist ein Fließgewässer im bayerischen Landkreis Traunstein. Das Gewässer entsteht an den Nordosthängen der Hochplatte in den Chiemgauer Alpen und fließt mit wechselnder Bezeichnung in weitgehend nördlicher Richtung, bis es bei Übersee in den Chiemsee mündet.
Die Mündung ist als Hafen ausgebaut.
Der Überseer Bach ist vorwiegend mit Forellen und Äschen, in angeschlossenen Altwässern auch mit Karpfen und Schleien besetzt.